# Карнавичюс, Юргис Юргисович
Юргис Юргисович Карнавичюс (лит. Jurgis Karnavičius, 6 апреля 1912, Санкт-Петербург — 5 октября 2001, Вильнюс) — литовский пианист, музыкальный педагог; сын композитора и педагога Юргиса Лавровича Карнавичюса, отец пианиста Юргиса Юргисовича Карнавичюса-младшего (род. 1957); ректор Литовской консерватории (1949—1983).

## Биография
В 1933 году окончил Каунасскую консерваторию (класс фортепиано Лидии Даугуветите). В 1934—1938 годах стажировался в Берлине и Париже.
В 1938—1941 годах в Каунасе в частном порядке обучал игре на фортепиано. Преподавал в Каунасской консерватории (1941—1949), в 1949—1993 годах — в Литовской консерватории (с 1992 года Литовская академия музыки и театра), был её ректором (1949—1983); профессор (1969).
Работал концертмейстером Каунасского большого театра (1943—1944), Каунасского государственного театра (1944—1946), директором Каунасской десятилетней музыкальной школы (1947), директором Каунасской музыкальной школы имени Ю. Груодиса (1948—1949).
Среди учеников Карнавичюса — Юргис Юргисович Карнавичюс-младший, Муза Рубацките-Голе, Пятрас Генюшас, Рута Ибельхауптене, Рокас Зубовас, Рамутис Чепинскас, Маргарита Дварёнайте, Борисас Борисовас, Римантас Янеляускас, Эдмундас Гедгаудас.
Был членом жюри международных конкурсов — Чайковского (Москва, 1962—1986), Герберта фон Караяна (Берлин, 1976; Верчелли, 1980; Мюнхен, 1983; Париж, 1985), а также членом жюри музыкальных конкурсов в Литве; председатель конкурса имени Чюрлёниса (Вильнюс, 1982). Давал сольные концерты. Репертуар составляли произведения Й. С. Баха, Л. ван Бетховена, Р. Шумана, Ф. Шопена, Ф. Листа, П. И. Чайковского, М. К. Чюрлёниса.